# Station Aldershot
Aldershot is een station van National Rail in Rushmoor in Engeland. Het station is eigendom van Network Rail en wordt beheerd door South Western Railway. Het station is geopend in 1870. 

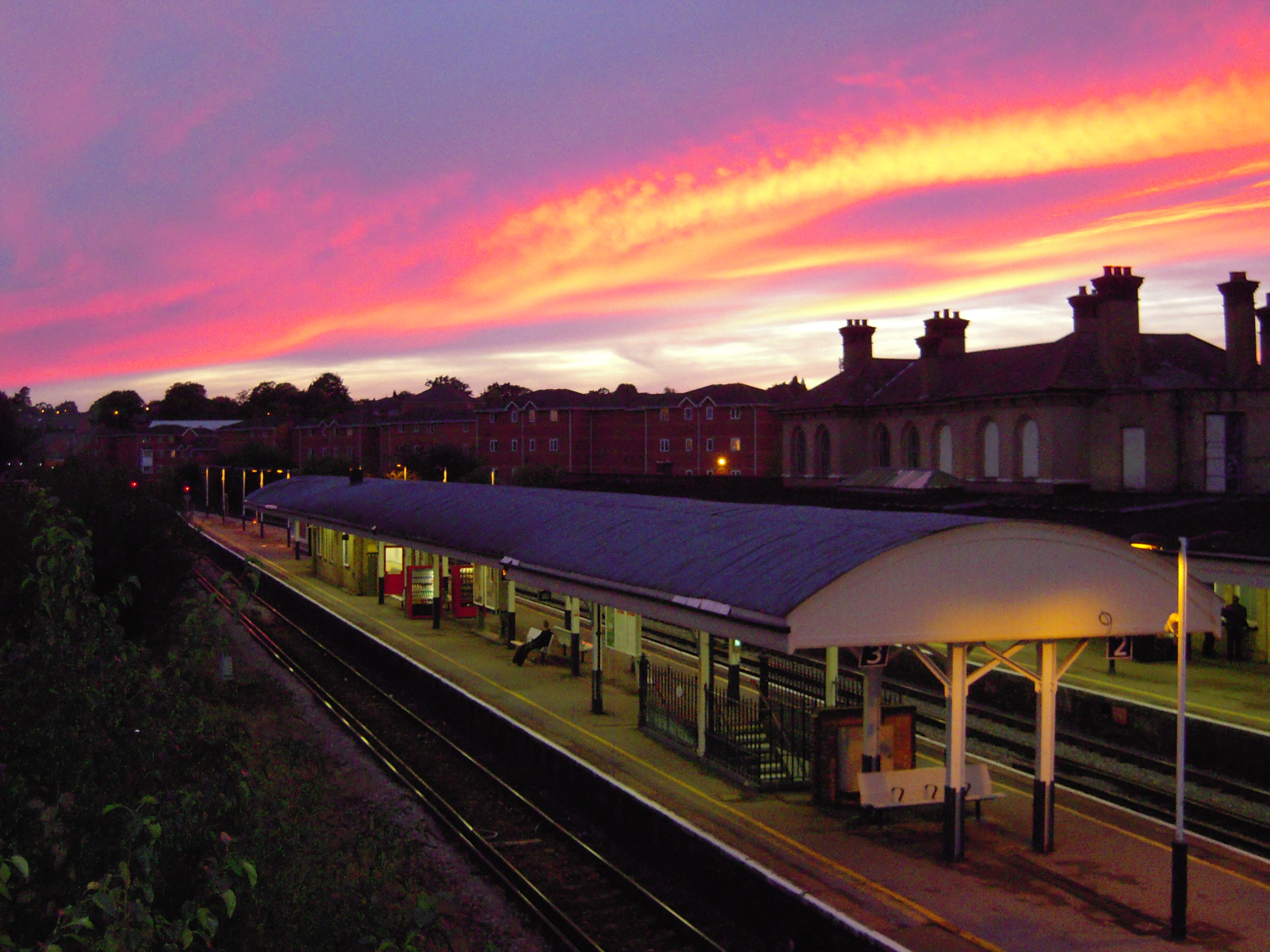
Perrons